# Jynx torquilla
El torcecuello euroasiático (Jynx torquilla) es una especie de ave piciforme de la familia de los pícidos, de hábitos migratorios. Habita en bosques, selvas, parques y zonas con árboles aislados en Europa, Asia y África.

## Descripción
Su longitud ronda los 16 cm y su aspecto externo y comportamiento guardan mayores similitudes con los de un paseriforme que con los de un pájaro carpintero típico. La coloración de su plumaje es muy mimética: pardo grisáceo en las partes superiores y más amarillo con listas pardas próximas en las partes inferiores. Presenta, a su vez, unas listas oscuras en los ojos y barras de la misma coloración atravesando su cola. Este plumaje críptico y su pico de pequeño tamaño le diferencian notablemente de otras especies del orden. Sin embargo, sus patas presentan dos dedos dirigidos hacia adelante y los dos restantes, hacia atrás, característica propia de los pájaros carpinteros. Las plumas del píleo (la parte superior de la cabeza) son eréctiles, y si se siente amenazado, las eriza, tuerce el cuello hacia atrás y lo extiende luego rápidamente.

## Ecología
Alimentación

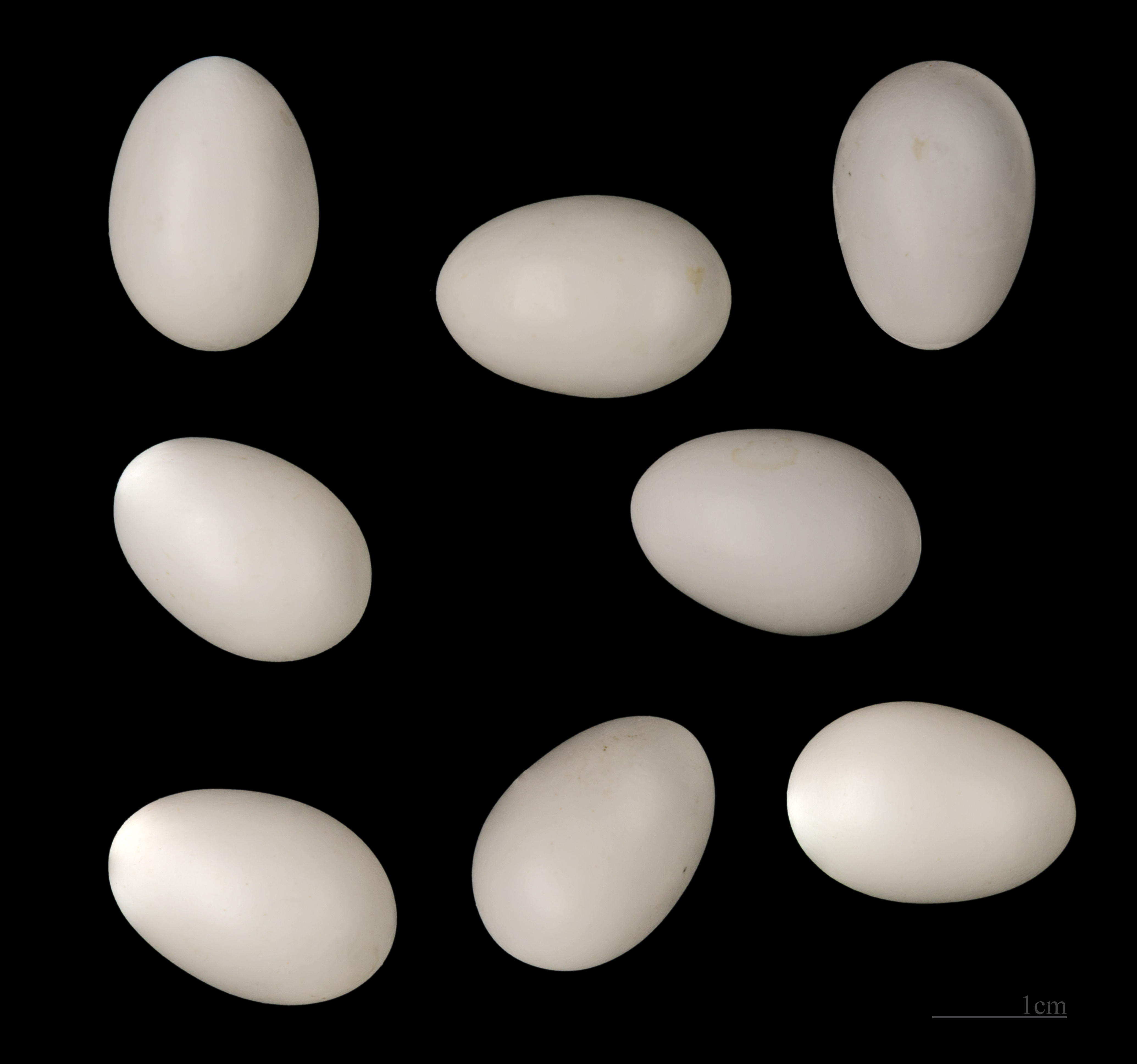
Huevos de Jynx torquilla

Se alimenta en el suelo y trepa por los troncos como los demás pájaros carpinteros, comiendo hormigas y otros insectos.
Reproducción
Anida en cavidades de los árboles y oquedades de la mampostería de edificios. Realiza una única puesta anual —ocasionalmente, dos— constituida normalmente de entre siete y diez huevos, aunque a veces pueden ser cinco o catorce. Los huevos son de color blanco. Ambos progenitores se encargan de la incubación, la cual tiene lugar entre doce y catorce días. Las crías, nidícolas, son alimentadas por sus dos padres hasta que abandonan el nido entre diecinueve y veintiún días después de su nacimiento. Esta especie se reproduce en regiones templadas de Europa y Asia, y migra hacia África tropical  y Asia meridional para pasar el invierno.

## Sistemática
Fue descrita en 1758 por el naturalista sueco Carlos Linneo en la décima edición de su obra Systema naturæ bajo su actual nombre binomial. Se reconocen siete subespecies válidas.
- Jynx torquilla torquilla
- Jynx torquilla sarudnyi
- Jynx torquilla tschusii
- Jynx torquilla mauretanica
- Jynx torquilla chinensis
- Jynx torquilla himalayana
- Jynx torquilla japonica